# Gelis solus
Gelis solus là một loài tò vò trong họ Ichneumonidae.